# Ronny Uipa Sua
Pas d'image ? Cliquez ici

a Compétitions nationales et continentales officielles uniquement.

Dernière mise à jour le 6 septembre 2018.
Ronny Uipa Sua, né le 19 mai 1976 à Auckland (Nouvelle-Zélande), est un joueur samoan de rugby à XV qui évolue au poste de pilier (1,88 m pour 128 kg).

## Carrière
- 2005-2006 : Pays d'Aix RC (Pro D2)
- 2006-2007 : Lyon OU (Pro D2)
- 2007-2010 : SC Albi (Top 14 puis Pro D2)[2]
- 2010-2012 : Rugby Nice CA (Fédérale 1)